# Bundesregierung Raab III
Die österreichische Bundesregierung Raab III wurde nach der Nationalratswahl vom 10. Mai 1959 zusammengestellt. Bei dieser Wahl hatte die SPÖ um rund 45.000 Stimmen mehr erhalten als die ÖVP, die dennoch um ein Mandat mehr erzielte als ihr Koalitionspartner und daher weiterhin den Kanzler stellte. Der spätere, bis heute längstdienende Bundeskanzler, Bruno Kreisky, wurde in dieser Regierung auf Grund des SPÖ-Wahlerfolgs zum ersten Mal Minister und übernahm das Außenministerium von Leopold Figl, der nach 14 Jahren fast ununterbrochener Regierungszugehörigkeit definitiv ausschied.
Bundespräsident Adolf Schärf ernannte das Kabinett Raab III am 16. Juli 1959. Es amtierte bis zum 3. November 1960, als die Regierung zurücktrat und vom Bundespräsidenten praktisch unverändert wiederernannt wurde. Raab IV sollte aber nur 159 Tage amtieren, bis die ÖVP den Kanzler auswechselte.
| Bundesminister (für)                | Amtsinhaber                                                                 | Partei  | Staatssekretär                                                                          |
| ----------------------------------- | --------------------------------------------------------------------------- | ------- | --------------------------------------------------------------------------------------- |
| Bundeskanzleramt                    | Bundeskanzler: Julius Raab Vizekanzler: Bruno Pittermann (ab 29. Juli 1959) | ÖVP SPÖ |                                                                                         |
| Inneres                             | Josef Afritsch                                                              | SPÖ     | Franz Grubhofer (ÖVP)                                                                   |
| Justiz                              | Otto Tschadek (bis 23. Juni 1960) Christian Broda (ab 23. Juni 1960)        | SPÖ     |                                                                                         |
| Unterricht                          | Heinrich Drimmel                                                            | ÖVP     |                                                                                         |
| Soziale Verwaltung                  | Anton Proksch                                                               | SPÖ     |                                                                                         |
| Finanzen                            | Reinhard Kamitz (bis 17. Juni 1960) Eduard Heilingsetzer (ab 17. Juni 1960) | ÖVP     |                                                                                         |
| Land- und Forstwirtschaft           | Eduard Hartmann                                                             | ÖVP     |                                                                                         |
| Handel und Wiederaufbau             | Fritz Bock                                                                  | ÖVP     | Eduard Weikhart (SPÖ)                                                                   |
| Verkehr und Elektrizitätswirtschaft | Karl Waldbrunner                                                            | SPÖ     |                                                                                         |
| Landesverteidigung                  | Ferdinand Graf                                                              | ÖVP     | Max Eibegger (SPÖ) (bis 19. Oktober 1959) Otto Rösch (SPÖ) (ab 19. Oktober 1959)        |
| Auswärtige Angelegenheiten          | Bruno Kreisky (ab 31. Juli 1959, davor als Minister im Bundeskanzleramt)    | SPÖ     | Franz Gschnitzer (ÖVP) (ab 31. Juli 1959, davor als Staatssekretär im Bundeskanzleramt) |